# Ониби
Ониби (яп. 鬼火) - разновидность блуждающих огней в японском фольклоре. Согласно легендам, это заблудшие души умерших людей и животных.
В «Японо-китайском иллюстрированном сборнике трёх миров», ониби выглядят как несколько огоньков, парящих в паре метров над землей. Они забирают души у людей, которые к ним приближаются.

## Особенности
В настоящее время существует несколько теорий об особенностях ониби.
Внешний вид
Помимо голубых огней, которые упоминались ранее, ониби могут иметь также светло-голубую, красную и жёлтую окраску Размер может варьироваться от сантиметра до нескольких метров..
Количество
Количество ониби может быть как совсем небольшим (например 1-2 огонька), так и бесчисленным.
Когда?
Ониби обычно возникают в дождливые дни в период с весны по лето.
Где?
Они обычно появляются местах, окруженных природными объектами, у водоемов, а также в лесах, прериях и кладбищах но редко их можно увидеть в городах.
Температура
Некоторые ониби горячие как обычный огонь, однако, есть и такие, которых можно коснуться.

## Типы ониби
Асобиби (яп. 遊火)
Ониби, которые возникают близ замка Коти и над морем в городе Коти. Они как бы играют иллюзиями с людьми. Может показаться, что они находятся близко, когда они на самом деле далеко. Также они имеют свойство разлетаться на несколько огоньков и соединяться.
Игэбо
Ониби в районе Ватарай, префектура Миэ.
Инка (яп. 陰火)
Несколько ониби, которые появляются вместе при появлении демонов и ёкаев.
Кадзэдама (яп. 風玉)
Ониби в поселке Ибигава префектуры Гифу. Представляет собой огненный шар, излучающий яркий свет. Был замечен во время тайфуна Мэйдзи 30 (1897).
Саракадзоэ (яп. 皿数え)
Эти ониби встречаются в сборнике Ториямы Сэкиэна "Иллюстрированные 100 демонов прошлого и настоящего" (今昔画図続百鬼), а также в кайдане, название которого на русский переведено как “Дом тарелок” или “Призрак в колодце” (яп. 番町皿屋敷).
Согэнби (яп. 叢原火 или 宗源火)
Этот ониби встречается в “Иллюстрированном ночном параде 100 демонов” (яп. 画図百鬼夜行) Ториямы Сэкиэна. Считается, что монах, укравший статую Дзидзо в храме Мибудэра, понес буддийское наказание и таким образом превратился в согэнби - голову в пламени.
Хидама (яп. 火魂)
Этот ониби родом из префектуры Окинава. Он обычно прячется за горшочком для тушения углей на кухне. Принимая облик птицы, хидама летает и поджигает все вокруг.
Ватарибисяку (яп. 渡柄杓)
Ониби из района Китакувада префектуры Киото. Он появляется в горных деревнях и представляет собой светло-голубой парящий в воздухе огненный шар. Его сравнивают с ковшом хисяку из-за длинного, как ручка ковша, хвостика, тянущегося за огоньком.
Кицунэби (яп. 狐火)
Часто считается отдельным видом блуждающих огней, но иногда причисляется к ониби. Кицунэби представляют собой маленькие огни обычно красного или оранжевого цвета. Они выстраиваются в длинную цепочку, освещая путь. Подобно тому, как лисы обманывают людей, кицунэби, бывает, направляют их не в ту сторону, запутывая тропинку.

## Теории
Во-первых, учитывая, что подробности об ониби из показаний очевидцев не совпадают друг с другом, ониби можно рассматривать как собирательный термин для нескольких видов загадочных световых явлений. Поскольку ониби часто появляются в дни дождя, они, предположительно, отличаются от обычного пламени и представляют собой люминесцентное тело другой природы.
В прошлом эти явления не были странными. В Китае ещё до нашей эры считалось, что из крови людей и животных выделяется свет. Тогда же в Японии говорили, что, когда люди, лошади и крупный рогатый скот погибали в битвах и проливали на землю кровь, через несколько месяцев их души превращались в ониби.
Ученые предполагают, что при разложении трупов фосфор, содержащийся в крови, в фосфорной кислоте излучает свет. Таким образом, многие ониби могут быть объяснены, но остается много фактов, которые не соответствуют этой теории.
Также существуют теории, что светится не сам фосфор, а процесс сгорания различных других веществ в результате разложения. Поскольку ониби часто появляются в дождливые дни, некоторые ученые, считают  их по природе схожими с огнями святого Эльма. Существует вероятность, что часто ониби могут быть связаны с явлениями оптического обмана. Каждая из этих теорий имеет свои достоинства и недостатки, и, поскольку сами легенды об ониби различны, было бы невозможно окончательно объяснить все ониби одной теорией.